# Christmas concerts 2010
Christmas concerts 2010 fue una gira por Finlandia de la cantante Tarja Turunen, que se inició el 29 de noviembre de 2010 en Oulu, Finlandia. Esta gira la realizó junto a los músicos Kalevi Kiviniemi, Markku Krohn y Marzi Nyman. El tour se llevó a cabo con 5 shows en distintas iglesias y clubes finlandesas con motivo de festejar la Navidad y presentar su disco navideño Henkäys ikuisuudesta.

## Fechas del Tour
| Fecha                   | Ciudad | País      | Lugar               |
| ----------------------- | ------ | --------- | ------------------- |
| 29 de noviembre de 2010 | Oulu   | Finlandia | Tuomiokirkko        |
| 30 de noviembre de 2010 | Kuopio | Finlandia | Tuomiokirkko        |
| 2 de diciembre de 2010  | Pori   | Finlandia | Keski-Porin kirkko  |
| 3 de diciembre de 2010  | Lahti  | Finlandia | Sibeliustalo        |
| 5 de diciembre de 2010  | Keuruu | Finlandia | Keuruun Uusi kirkko |